# Sabrina Meister-Fesseler
Sabrina Meister-Fesseler, född den 1 september 1966, schweizisk orienterare som tog VM-brons i stafett 1997 samt blev nordisk mästarinna på klassisk distans 1997 och i stafett 1999.